# 奧普蒂馬斯 (阿肯色州)
奧普蒂馬斯（英語：Optimus）是位於美國阿肯色州斯通縣的一個非建制地區。該地的面積和人口皆未知。

## 地理
奧普蒂馬斯的座標為36°02′41″N 92°07′31″W / 36.04472°N 92.12528°W，而該地的平均海拔高度為206米（即676英尺）。